# 幡生駅
幡生駅（はたぶえき）は、山口県下関市幡生宮の下町にある、西日本旅客鉄道（JR西日本）の駅である。
本稿では隣接する日本貨物鉄道（JR貨物）の幡生操車場についても記載する。

## 概要
山陽本線を所属線として、山陰本線を加えた2路線が乗入れる。山陰本線は当駅が終点であるが、全ての列車が山陽本線経由で隣の下関駅を発着している。なお、当駅構内には下関総合車両所がある。

## 歴史
- 1901年（明治34年）5月27日：山陽鉄道厚狭駅 - 馬関駅（現・下関駅）間延伸時に開設[2]。一般駅[2]。
- 1906年（明治39年）12月1日：山陽鉄道国有化により、帝国鉄道庁の駅となる[2]。
- 1909年（明治42年）10月12日：線路名称制定。山陽本線所属となる。
- 1914年（大正3年）4月22日：長州鉄道 小串駅 - 当駅 - 東下関駅間が開通[3]。
- 1925年（大正14年）6月1日：長州鉄道線当駅 - 小串駅間が小串線として国有化[4]。
- 1928年（昭和3年）
  - 11月19日：山陽本線経路変更に伴い、現在地に移転・統合。
  - 12月18日：長州鉄道線の残存部が後に山陽電気軌道（現・サンデン交通）に譲渡され、同社幡生線となる。
- 1933年（昭和8年）2月24日：線路名称改定。小串線が山陰本線に編入される。
- 1963年（昭和38年）10月1日：貨物取扱廃止[2]。
- 1971年（昭和46年）2月7日：当駅を含む山陽電気軌道線残存区間が全廃。
- 1985年（昭和60年）3月14日：荷物扱い廃止[2]。
- 1987年（昭和62年）
  - 3月31日：戸籍上貨物取扱再開[2]（貨物列車設定は無いまま）。
  - 4月1日：国鉄分割民営化により、JR西日本・JR貨物が継承[2]。
- 1992年（平成4年）11月：みどりの窓口営業開始[5]。
- 2006年（平成18年）4月1日：JR貨物の駅が廃止され、貨物取扱終了[6]。
- 2022年（令和4年）
  - 4月15日：この日を以ってみどりの窓口の営業を終了[7]。
  - 4月16日：みどりの券売機稼働開始[7]。
- 2023年（令和5年）4月1日：山陽本線でICカード「ICOCA」の利用が可能となる[8][9]。
- 2025年（令和7年）9月1日：当駅での駅員の常駐を廃止し、インターホンでの遠隔対応に変更（予定）[10]。

## 駅構造
島式2面4線のホームを持つ地上駅。1番のりばが山陽本線下り、2番のりばが山陰本線下り、3番のりばが山陰本線上り、4番のりばが山陽本線上りである。駅舎とホームは跨線橋で連絡している。2012年には1・4番のりばのホーム嵩上げ工事が行われ、2・3番のりばについても改修が行われた。駅構内東側に下関総合車両所（旧・幡生工場）を擁し、試運転をしている車両を見ることが可能である。接近放送は以前は筑前大分駅の冒頭に使われていた接近メロディーであったが、2012年3月頃に広島支社標準接近放送と接近メロディーに変更された。1・2番のりば、3・4番のりばで異なる。3番のりばには架線が張られていない。
幡生駅構内（幡生操車場含む）の運行管理は当駅で行っている運転取扱駅である。運行管理業務はJR西日本が行っている。但し、改札業務は委託されているため業務委託駅に準じた扱いとなっている。
便所は男女共用の汲み取り式である。。

### のりば
| のりば | 路線      | 方向 | 行先               | 備考                   |
| ------ | --------- | ---- | ------------------ | ---------------------- |
| 1      | ■山陽本線 | 下り | 下関方面           | 山陽本線新山口方面から |
| 2      | ■山陰本線 | 下り | 下関方面           | 山陰本線小串方面から   |
| 3      | ■山陰本線 | 上り | 小串・長門市方面   |                        |
| 4      | ■山陽本線 | 上り | 新下関・新山口方面 |                        |

付記事項
- かつて下関駅でスイッチバックし新下関駅と山陰本線長門市方面を直通していた「みすゞ潮彩」は、山陰本線側に出入りする時のみ停車し、新下関方面へ出入りする際は通過していた。そのため、同列車で新下関駅へ向かう際には、2番のりばから乗車することになっていた。この影響もあり、当駅を新下関行「みすゞ潮彩」より後に出る山陽本線上り列車に乗る方が先に新下関に着く形態であった。

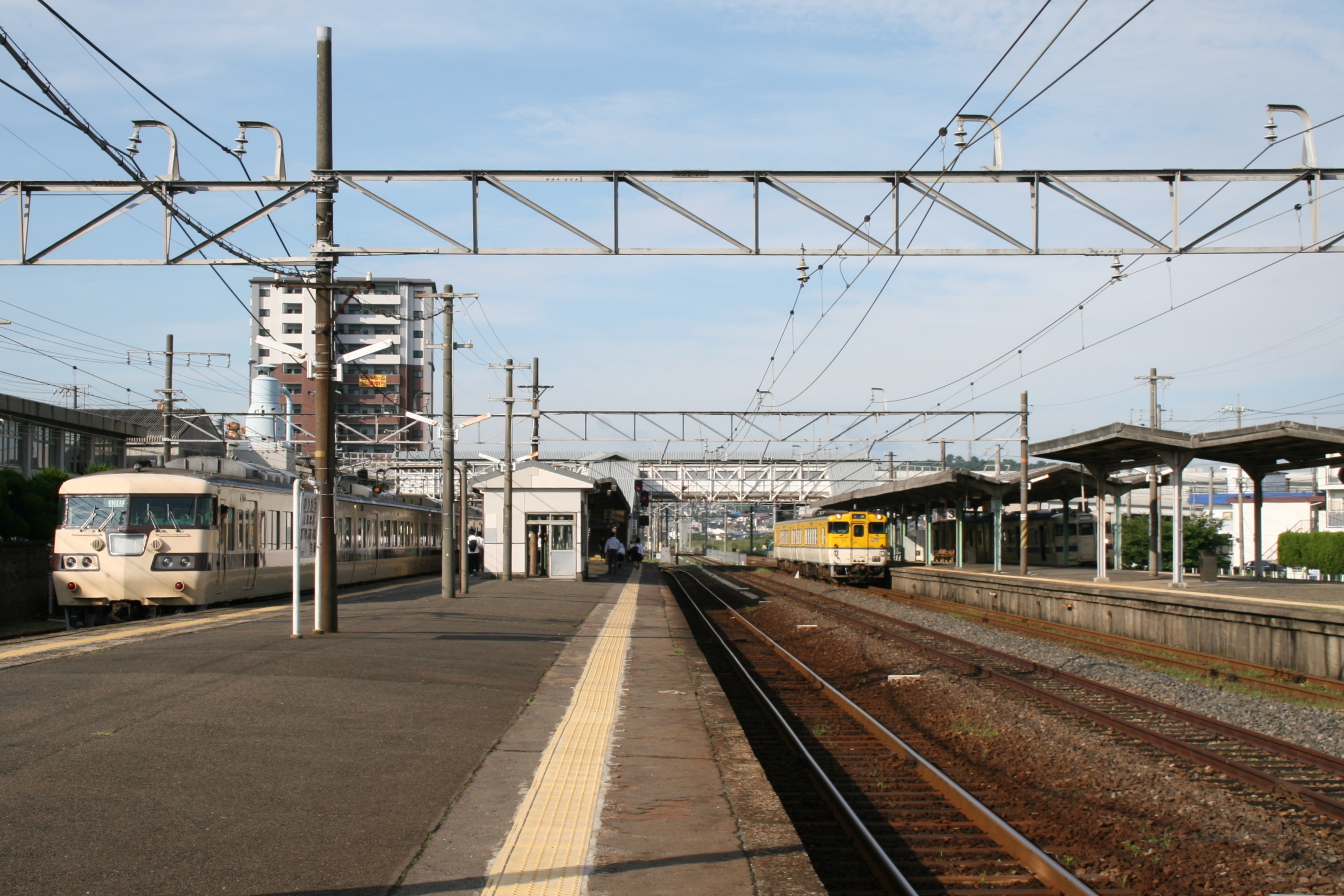
構内（2008年3月）
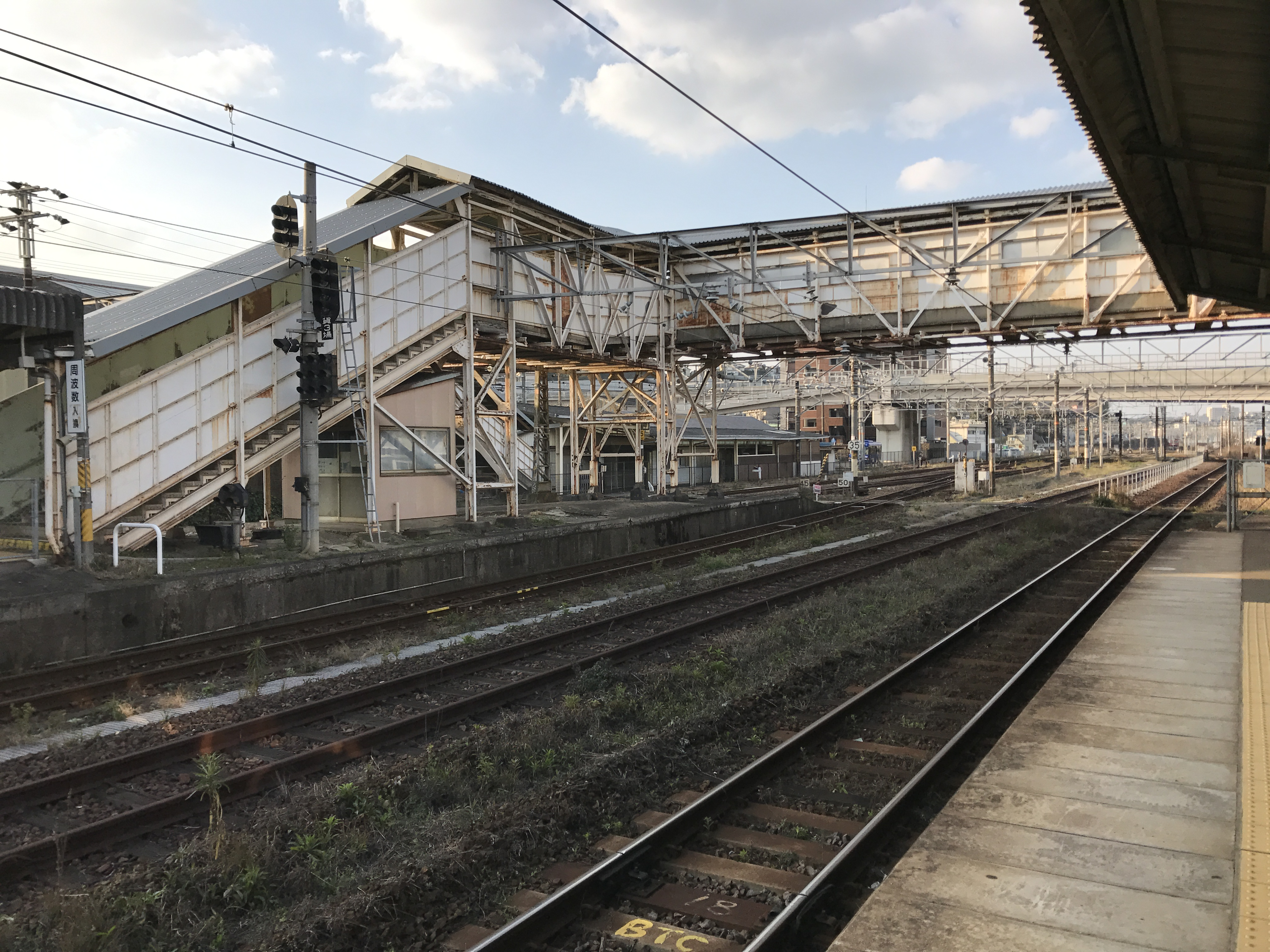
跨線橋（2017年7月）
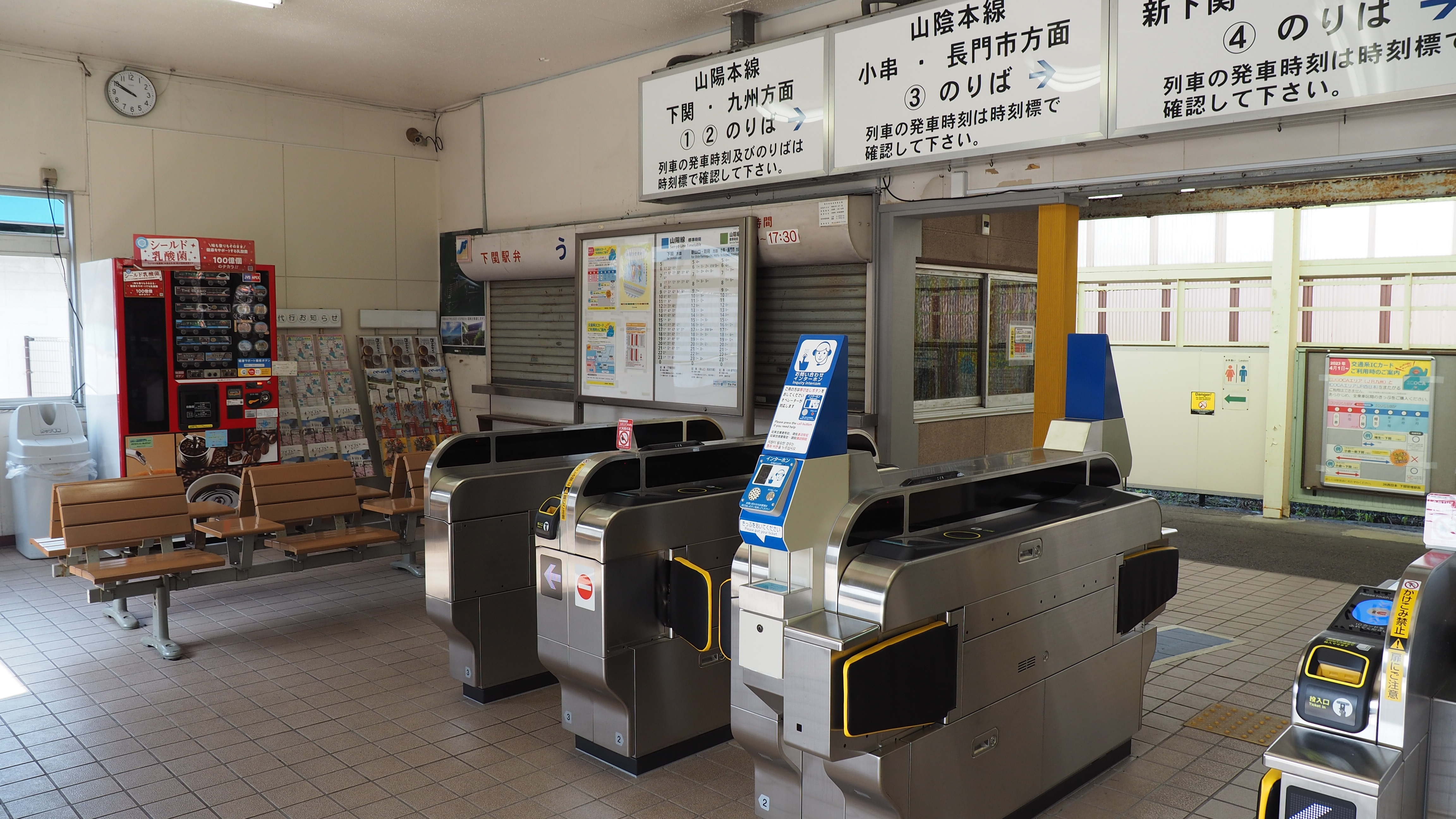
2023年4月ICカード対応自動改札機運用開始（2023年5月）

## 幡生操車場
幡生駅 - 下関駅間に、日本貨物鉄道（JR貨物）幡生操車場がある。時刻表等での表記は幡生（操）。正式には幡生駅構内扱いである。幡生機関区を併設するが、乗務員区所で車両配置は無い。この操車場で電気機関車（直流電気機関車・交直流電気機関車）の交換を行うため、本州と九州を跨ぐ全貨物列車が運転停車をする他、下関駅に向かう貨物列車の中継点となっている。このため関門トンネル開通時に幡生駅から門司駅まで電化された。機関車付替えや入換作業、貨物列車組成作業等の操車担当はジェイアール貨物・中国ロジスティクスが行っているが、操車場内信号扱いは、JR西日本がJR貨物から委託を受けて行っている。そのため、駅営業はJR西日本中国交通サービス(2021年（令和3年）5月31日まではジェイアール西日本広島メンテック）、駅運転はJR西日本、貨物運転士・検修・操車等はJR貨物というJR西日本が委託も受託もしている一風変わった駅となっている。
路線および使用方法は以下のとおり。
- 2・3番線 - 下り列車専用
- 4番線 - 上下共用・出区機関車と機関車の機回しに使用
- 5・6番線 - 解結線・留置線として使用
- 7・8番線 - 上り列車専用

## 利用状況
下関市内の駅としては下関駅、新下関駅に次いで3番目に利用者が多い。1日平均乗車人員は以下の通り。なお、2023年の1日当たりの利用者数は4502人、年間利用客数は82万3892人である。
| 乗車人員推移 | 乗車人員推移 |
| 年度         | 1日平均人数  |
| ------------ | ------------ |
| 1999         | 3,303        |
| 2000         | 3,300        |
| 2001         | 3,242        |
| 2002         | 3,189        |
| 2003         | 3,165        |
| 2004         | 3,007        |
| 2005         | 2,858        |
| 2006         | 2,792        |
| 2007         | 2,793        |
| 2008         | 2,838        |
| 2009         | 2,844        |
| 2010         | 2,898        |
| 2011         | 2,891        |
| 2012         | 2,920        |
| 2013         | 2,998        |
| 2014         | 2,851        |
| 2015         | 2,927        |
| 2016         | 2,842        |
| 2017         | 2,677        |
| 2018         | 2,596        |
| 2019         | 2,555        |
| 2020         | 2,017        |
| 2021         | 2,185        |
| 2022         | 2,204        |
| 2023         | 2,251        |

## 駅周辺
駅南を山口県道258号武久椋野線（旧・山口県道249号幡生停車場椋野線）が、駅裏を旧国道191号が通っている。
駅のある幡生宮ノ下町は下関市の中心エリアの一つである山の田地区の南端に位置しているが、商業施設等が集積するエリアからはやや離れている。また文教地区となっており高等学校の多数集まる東駅地区にも近接しており、朝夕とも駅を利用する通勤・通学者が多い。
規模縮小された幡生操車場の跡地は下関市が取得しており、下関市立市民病院と地域医療機能推進機構下関医療センターを統合した新病院を建設する計画がある。
- 下関総合車両所
- 下関酒造
- 下関市教育センター
- 下関東郵便局
- 下関幡生郵便局
- 戦場ヶ原公園
- 下関市立大学
- 梅光学院大学
- 下関商業高等学校
- 山口県立下関西高等学校
- 山口県立下関工科高等学校
- 山口県立下関双葉高等学校
- 山口県立下関南高等学校
- 早鞆高等学校
- 下関市立山の田中学校
- 下関市立生野小学校
- 下関市立山の田小学校
- 下関自動車学校
- サンデン交通本社
- 下関市立市民病院
- マルショク東駅店

### バス路線
「幡生駅」停留所にて、サンデン交通の路線が発着する。
- 丸山町・下関駅方面（循環）
- 下関駅 / 横野
- 新下関駅

## 隣の駅
西日本旅客鉄道（JR西日本）
■山陽本線
新下関駅 - 幡生駅 - 下関駅
■山陰本線（当駅 - 下関駅間は山陽本線）
綾羅木駅 - 幡生駅 - 下関駅

### かつて存在した路線
山陽電気軌道
幡生線
幡生駅 - 武久駅